# Sipos Orbán
Sipos Orbán (Jászberény, 1835. május 24. – Homokszentlőrinc, 1926. július 12.) a Jászkun kerület utolsó alkapitánya, a Jász Múzeum megalapítója, Jász-Nagykun-Szolnok vármegye első alispánja, országgyűlési képviselő, királyi tanácsos és tanfelügyelő.

## Életrajza
Sipos Orbán 1835-ben született Jászberényben. Tekintélyes redemptus családból származott, édesapja Sipos Orbán bíró, vagyonos polgár, a városi tanács tagja volt, édesanyja Passier (Paszir) Erzsébet, akinek családja francia gyökerekkel rendelkezett.
Gimnáziumi tanulmányait a jászberényi Lehel Vezér Gimnázium jogelődjében az akkori katolikus főgimnáziumban végezte. Filozófiai tanulmányokat folytatott Egerben, majd Pesten jogot tanult.
Szinte gyermekkatonaként – mint egy harcoló magyar huszárezred dobosa- konkrét élményei is voltak az 1848-1849-es szabadságharcról, különösen Kossuth politikai eszméi voltak nagy hatással későbbi gondolkodására és politikai szerepvállalására.
Az 1857-58-as években báró Wenckheim László családjánál vállalt nevelői feladatokat, majd 1859-től korábbi alma materében – a katolikus főgimnáziumban fizika- és matematikatanár volt.
Miután időközben bírói vizsgát is letette és 1860-ban igen fiatalon 26 évesen városi főjegyzőnek választották. Egy év múlva újabb feladat érte el: Jászkun kerület tiszteletbeli főjegyzője lett. A tudásszerzési vágy tovább hajtotta és 1862-ben megszerezte az ügyvédi vizsgát és Jászberényben magánügyvéd lett.
Az 1860-as évektől egyre fontosabb szerepet játszott a város politikai életében és lassan az egyik vezető irányító politikai egyéniség lett. Ennek egyértelmű eredménye az lett, hogy 1865-től három cikluson át a város országgyűlési képviselőjének választották és a balközép párt frakciójában politizált.
A kiegyezés utáni polgári korban számára egyértelművé vált Jászberény elmaradottsága, nem voltak meg a feltételek ahhoz, hogy az iparodás beinduljon. Elsőnek kezdeményezi 1864-ben egy mezőgazdasági területen nagyon fontos termény-, állat- és gyümölcsvásárt. Javaslatára hozták létre a Jászkerületi Népbank és Takarékpénztárt és egy ideig a bank elnöki tisztét is betöltötte. Kezdeményezője volt a Téglagyár társulat megalapításának. A közvilágítás kialakításában és a városi úthálózat fejlesztésében is fontos szerepet játszott.
Sipos Orbán 1873-ban vetette fel, hogy a jászok értékeinek megóvására egy múzeum létrehozását. Ez a nagyszerű gondolat termő talajra talált és 1874. december 26-án fel is avatták a városháza egyik udvari épületében.
1875-ben a Jászkun kerület utolsó alkapitánya lett. Munkáját nagyban nehezítette a Kerület létét fenyegető állandó bizonytalanság, továbbá természeti károk mint tűzvész, árvíz és állatjárvány. Ezek erőteljesen sújtották a döntően mezőgazdaságból élő emberek amúgy is nehéz helyzetét.
Nemcsak a jászok, de az egész Jászkun kerület legnagyobb igénye az volt, hogy a redemptio idején kifizetett 575 ezer Rajnai forintnak megfelelő pénzösszeget mostani „árfolyamon” fizessék vissza. Ez a kiegyezés évétől állandó napirenden volt. A parlamentben Sipos Orbán képviselő 1868-ban terjesztette be a visszatérítés módjáról szóló részletes tervezetet. Végezetül ebben a kérdésben nem sikerült eredményt elérni a Jászkunságnak.

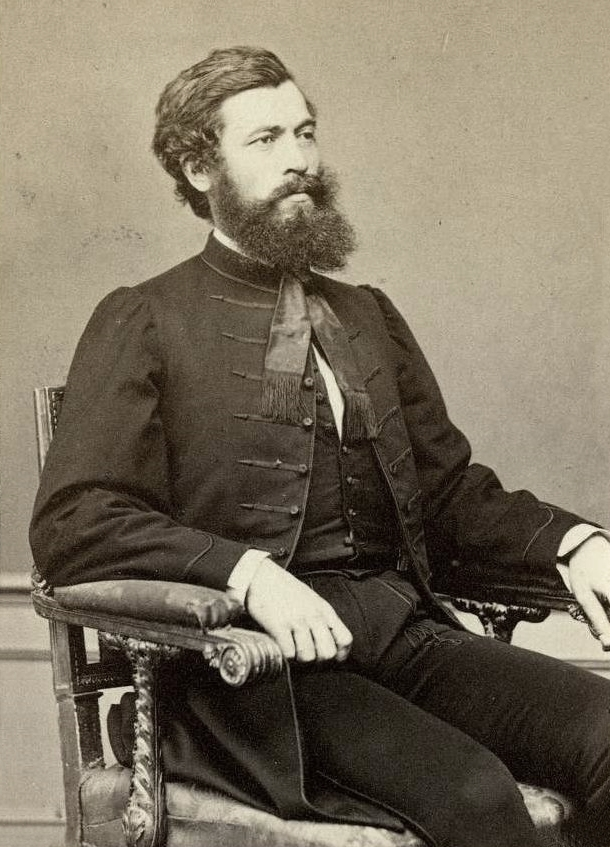
Borsos József fényképfelvétele Sipos Orbánról (1860-as évek közepe)

Hiába volt a jászok minden tiltakozása, a változás elkerülhetetlen volt és 1876 júniusában életbe lépett a XXXIII. törvénycikk – a király aláírta a törvényt. Ezzel az országban életbe lépett egy új és átfogó közigazgatási reformot, amely hatására a jászok nagy fájdalmára megszűnt évszázados önállóságuk és kénytelen kelletlenül be kellett csatlakozniuk az újonnan létrejött Jász-Nagykun-Szolnok vármegyébe. Ezzel megszűnt a Jászkun kerület, Jászberény pedig elveszítette régióközponti szerepét. Némi gyógyír volt a fájdalom csökkentésére azzal, hogy az új vármegye vezetője azaz főispánja Balásfalvi Kiss Miklós kerületi főkapitány lett, az alispáni funkciót pedig Sipos Orbán töltötte be. Ő azonban nem az átszervezés okozta fájdalmak és lelki sebek begyógyítására, hanem az új vármegyerendszer közigazgatásának megszervezésén fáradozott. Kiemelkedő szervezőkészsége és aktivitása ebben a beosztásban is megnyilvánult. Nagy megbecsülés övezte személyét mindenütt a megyében.
Fordulatot hozott számára a főispán váratlan halála. Az új főispánnal - Beniczky Ferenc főispán - már nem volt olyan szoros és baráti munka kapcsolat mint elődjével. Az első konfliktust a szolnoki törvényszék felállítása okozta, mert ez a szűkebb hazájának a jászberényi törvényszék megszüntetésével kellett járnia. Ezzel mind nehezebbé vált számára a béke fenntartása és ráadásul egyre többen őt tették felelőssé a megyében egyre növekvő ellentétek kiéleződéséért, így helyzete egyre tarthatatlanabbá vált. Miután a főispán is siettette távozását, amely végül oda vezetett, hogy felmentették és 1882 decemberében kinevezték ki Bihar vármegye tanfelügyelőjévé. Sokan marasztalni akarták, sőt a megyei közgyűlés többséggel mellette szavazott, de Sipos Orbán ekkor már elfoglalta új helyét és ez a szavazás már csak gesztusértékű kiállás volt mellette.
Az elkövetkező 20 évben Nagyváradon élt családjával. Ez a munkakör sem jelentett számára könnyebbséget, sok nehéz feladatot kellett megoldania. Az oktatásügy nem állt távol tőle és szokásos aktivitásával, kezdeményezőképességével sok új és maradandó dolgot hozott létre ezen az elmaradott, nemzetiségi vitáktól hangos és nagyfokú pedagógushiánnyal küszködő megyében. Tankönyveket, helytörténeti munkákat, emlékalbumot és statisztikákat készített Bihar vármegye közoktatási viszonyairól. Tanfelügyelői tisztét 1903-ig töltötte be.
Visszaköltözött Szolnokra, ahol ügyvédi gyakorlatot folytatott. Mindenki nagy meglepetésére elvállalta a jelölést egy pót-képviselői országgyűlési választáson és 1911-ben újra képviselőnek választották, amelyet 1918-ig tölt be és az utolsó ciklusban ő volt az országgyűlés korelnöke.
Méltán érdemelte ki kora megbecsülését és az utókor nagy tiszteletét.

## Emlékezete
- Személye iránti megbecsülést jelzi, hogy mind szülővárosában, Jászberényben, mind Szolnokon utcát neveztek el róla.

## Díjai, elismerései
- Királyi tanácsosi cím (1879)

## Munkái
- Sipos Orbán – Máthé Géza – Vaday József: Biharvármegye és Nagyvárad város népoktatási intézeteiben hazánk ezeréves fennállása alkalmából tartott ünnepélyek emlék-albuma. 1896. Nagyvárad: (kiadó nélkül).
- Sipos Orbán: Biharvármegye a népesedési, vallási, nemzetiségi és közoktatási statisztika szempontjából. 1903. Nagyvárad: (kiadó nélkül).
- Sipos Orbán: A biharvármegyei népnevelési egyesület története. 1910. Nagyvárad: (kiadó nélkül).
- Sipos Orbán:  Bihar vármegye közoktatásügye.  DAB,  (????)